# WindEnergy Hamburg
Die WindEnergy Hamburg ist eine internationale Windenergie-Fachmesse, die zweijährlich auf dem Gelände der Hamburg Messe und Congress stattfindet. Sie fand erstmals in den Jahren 2002 bis 2006 statt und wird seit 2014 erneut alle zwei Jahre in Hamburg ausgerichtet. Sie gilt als Weltleitmesse der Windenergiebranche.

## Funktion
Bei ihrer Ausrichtung im Jahr 2014 übernahm die WindEnergy Hamburg die Funktion der HUSUM WindEnergy, die bis 2012 die internationale Leitmesse für Windenergie war. Seitdem arbeiten beide Messen zusammen. Während die WindEnergy Hamburg, die in geraden Kalenderjahren stattfindet, als internationale Leitmesse dient, wird die seit 2015 „HUSUM Wind“ genannte Messe künftig in ungeraden Jahren abgehalten und soll vor allem als Messe für den deutschen Windenergiemarkt fungieren. Konzipiert ist die WindEnergy Hamburg als Messe für Fachbesucher.

## Geschichte
Erstmals wurde die WindEnergy Hamburg im Juni 2002 ausgerichtet und hatte dort bereits 10.000 Besucher. Ab dem Jahr 2008 gingen die Messegesellschaften aus Hamburg und Husum eine Kooperation ein verlagerten die Messe so nach Husum. Nach längerer Pause fand die erste Messe in der neuen Serie vom 23. bis zum 26. September 2014 wieder in Hamburg statt. Eröffnet wurde sie durch Wirtschafts- und Energieminister Sigmar Gabriel, den Ersten Bürgermeister Hamburgs Olaf Scholz sowie Ministerpräsident Torsten Albig, Schleswig-Holstein. 1.300 Aussteller aus über 30 Staaten der Erde nahmen teil, darunter 19 Hersteller von Windkraftanlagen. Die Zahl der Fachbesucher während der vier Messetage lag bei 33.000.